# Hōkai-ji

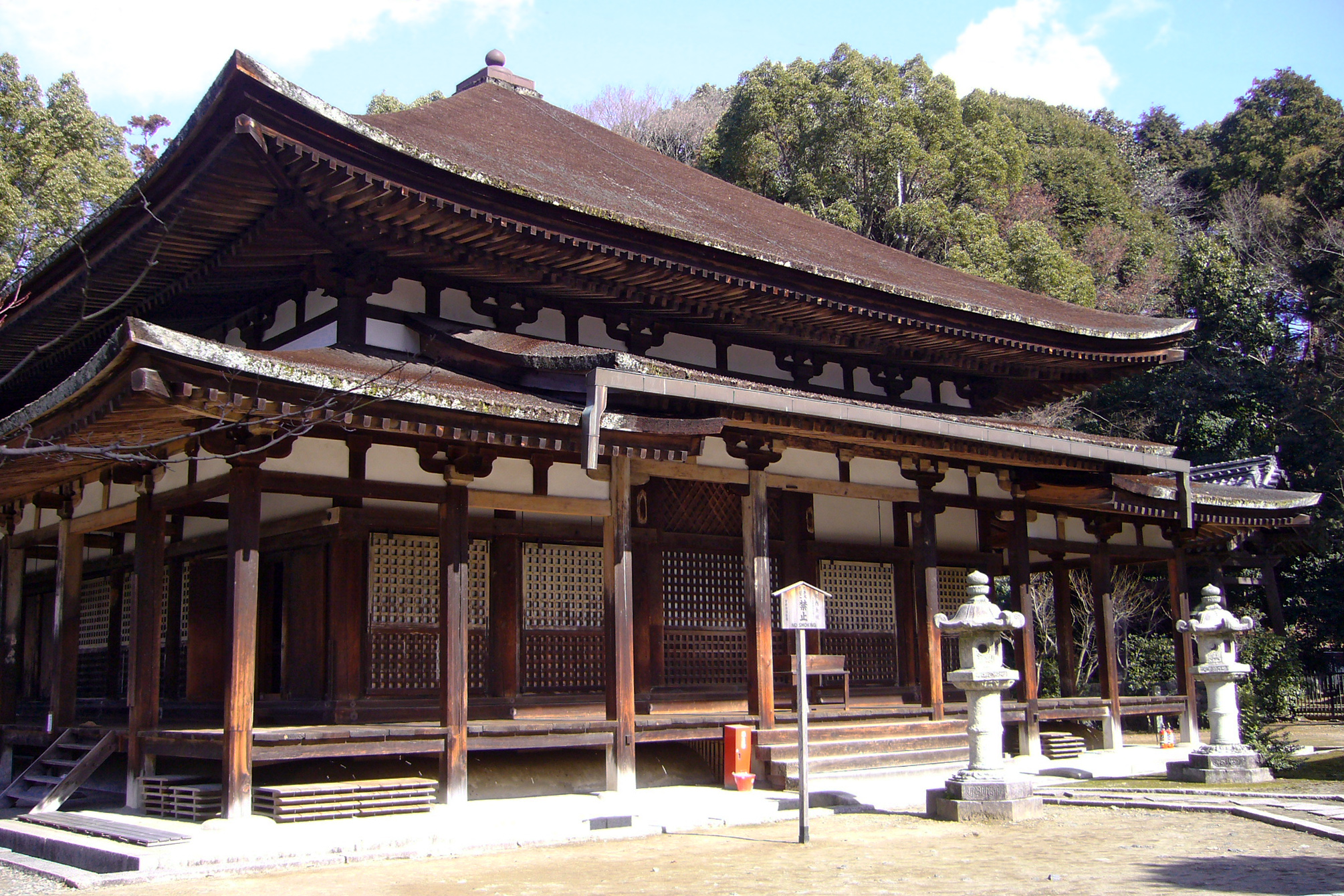
Amida-Halle

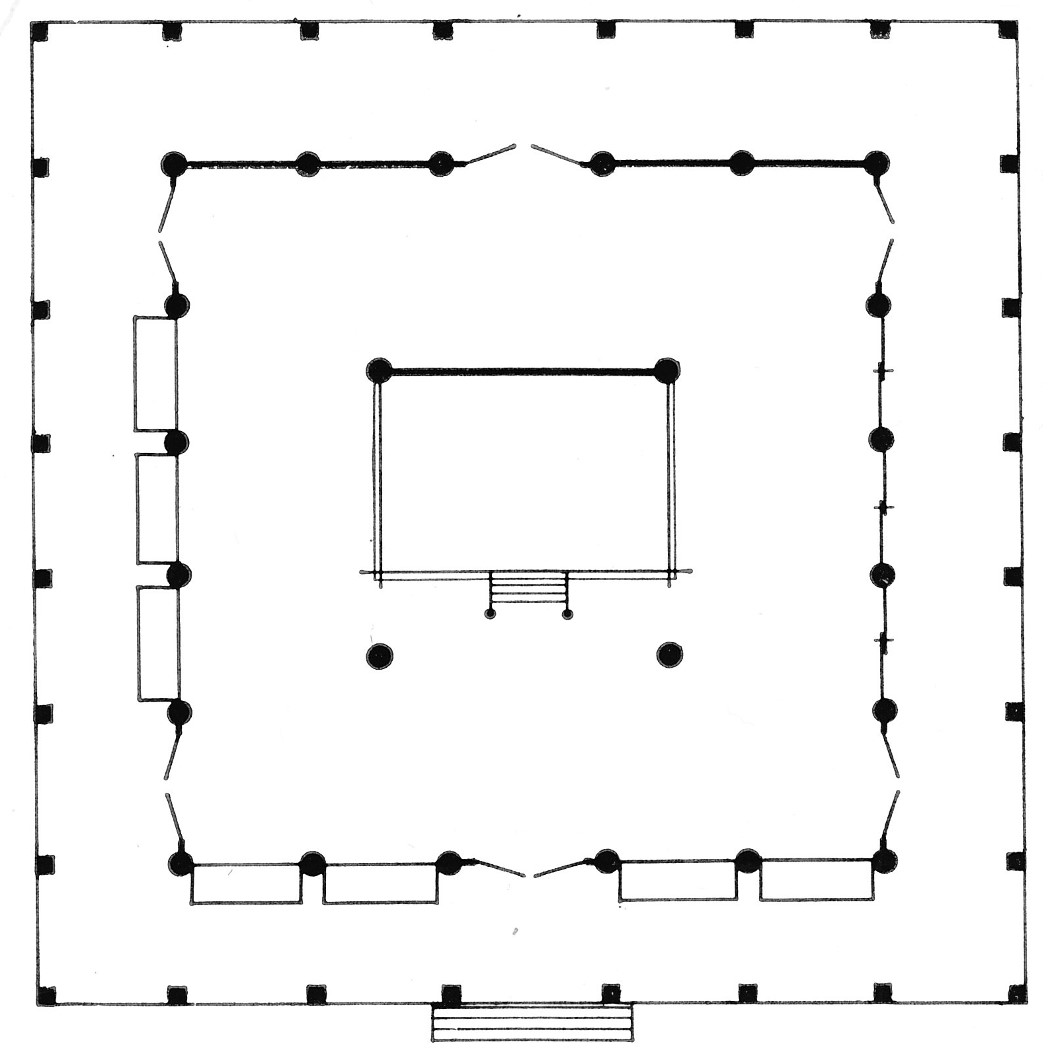
Plan der Amida-Halle

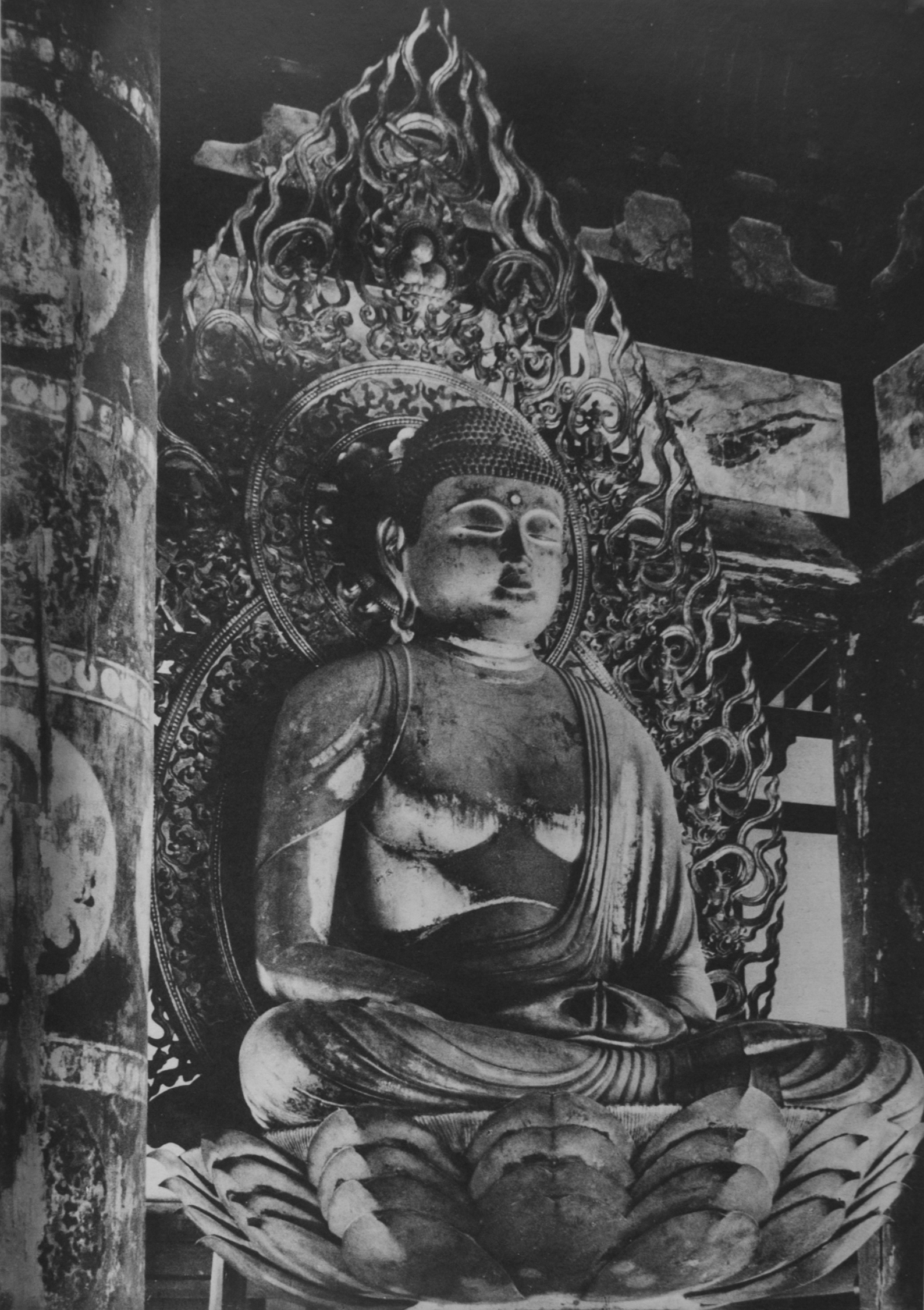
Amida Nyorai

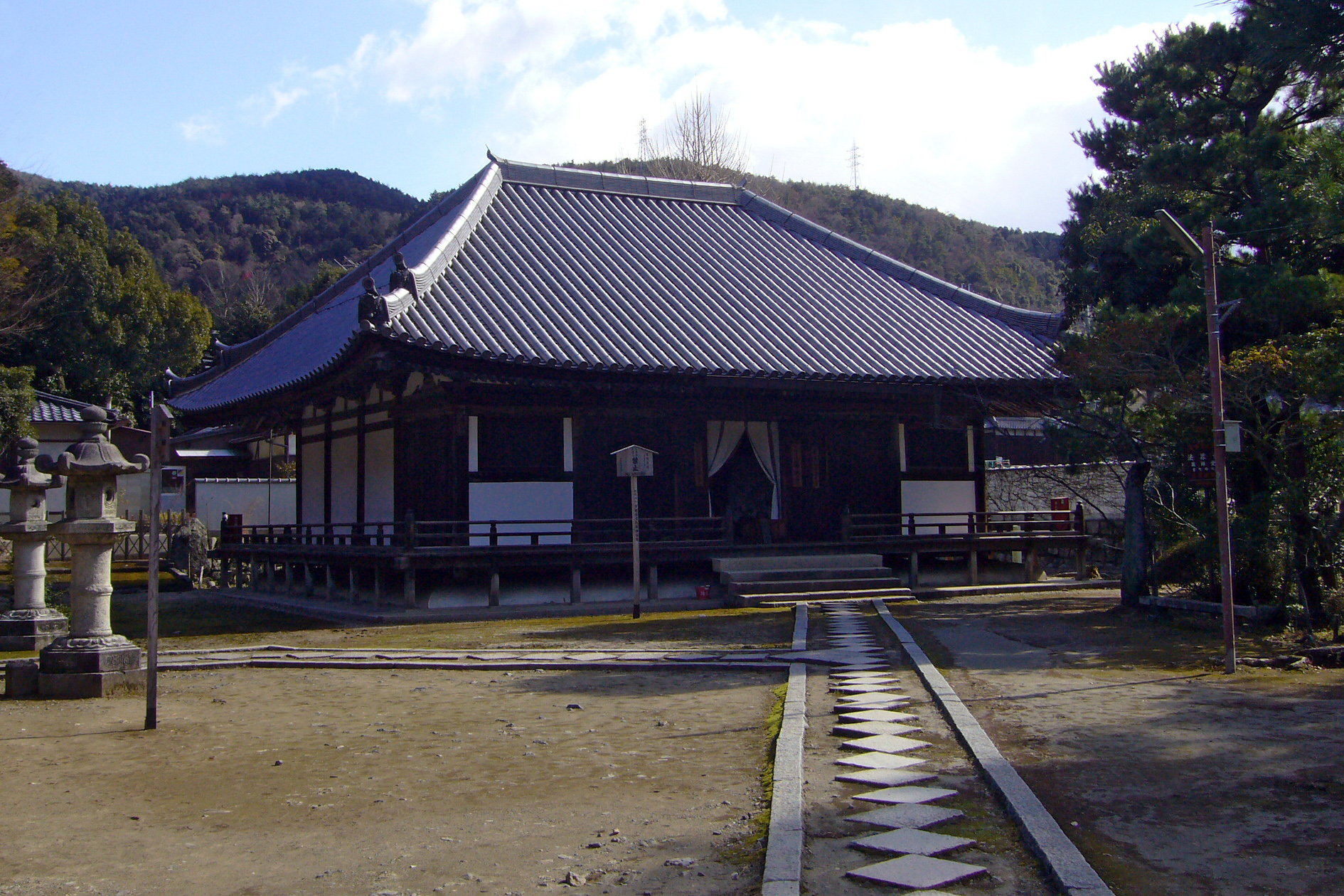
Yakushi-Halle

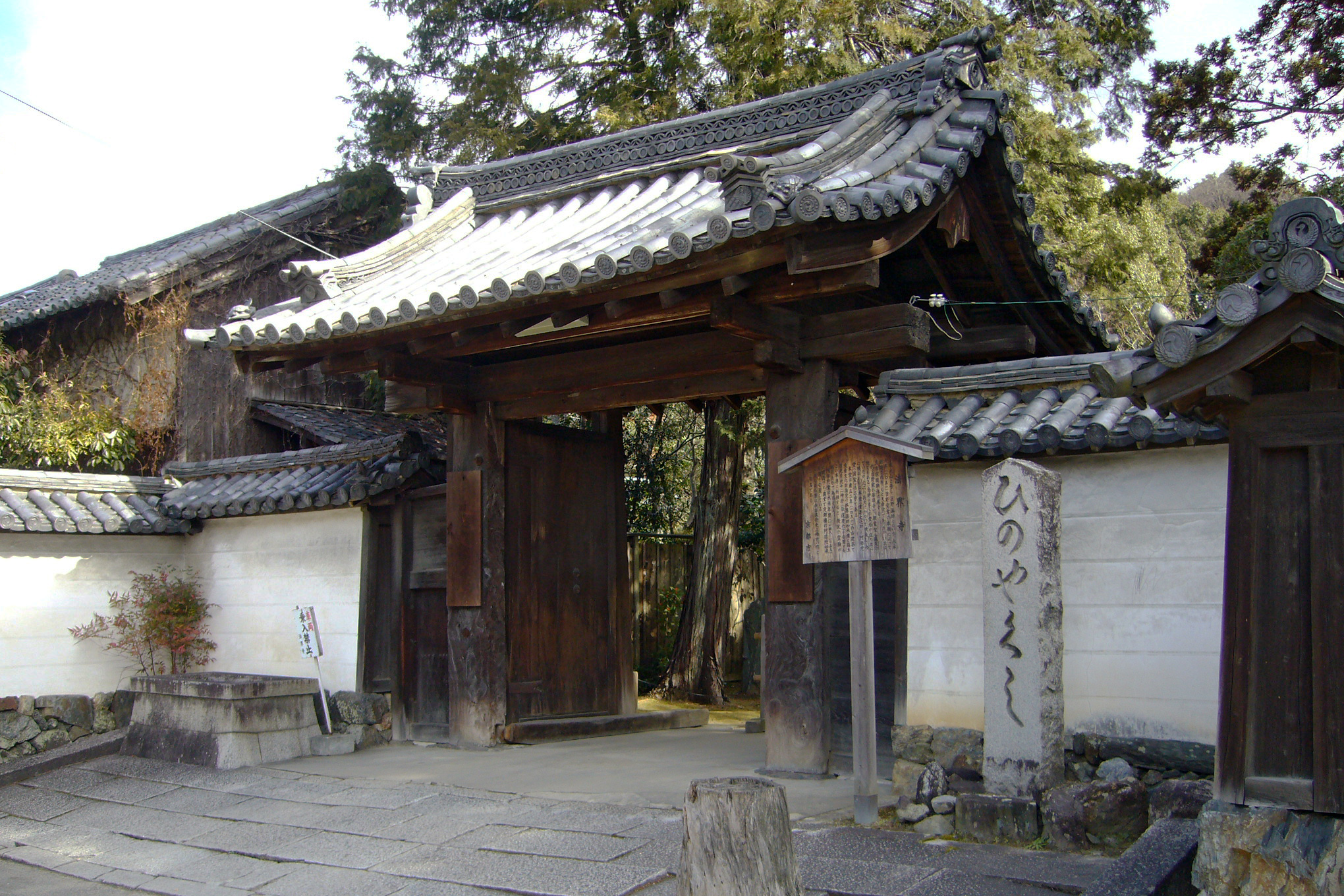
Tor zum Tempel mit dem Hinweise „Hino Yakushi“ (ひのやくし)

Der Hōkai-ji (japanisch 法界寺) ist ein Tempel der Daigo-Richtung (醍醐派) des Shingon-Buddhismus (真言宗) in der Stadt Kyōto.

## Geschichte
Die Geschichte des Tempels beginnt damit, dass Fujiwara no Sukenari (藤原資業; 988–1070), der von Fujiwara no Uchimaro (藤原内麻呂; 756–812) abstammte und die Hino-Linie begründete, im Jahr 1051 einen Tempel für den heilenden Buddha, den Yakushi Nyorai, errichtete. Der Buddhas wird daher auch „Hino-Yakushi“ genannt. Der Tempel befindet sich an der Kreuzung der Nara-Straße (奈良街道) mit der Hino-Straße, die in Ostwest-Richtung verläuft.
Der Tempel hat nach der Verwüstung durch Soldaten im Jahr 1221 nicht wieder zu seiner einstigen Größe zurückgefunden. Heute gibt es innerhalb des Tempelgeländes die Amida-Halle aus der ersten Hälfte der Kamakura-Zeit und die Yakushi-Halle aus der Muromachi-Zeit. Weiter sind auch das Refektorium und ein paar andere Gebäude erhalten, die zusammen ein kleines Ensemble bilden.

## Die Anlage
- Die Amida-Halle (阿弥陀堂, Amida-dō; Nationalschatz) ist ein gutes Beispiel für eine Amida-Halle mit quadratischem Grundriss. Ihr Ausmaß beträgt von 18,5 × 18,5 m und ist mit Zedern-Schindeln gedeckt. Sie hat sieben Säulen auf jeder Seite, wobei die beiden mittleren an der Front- und Rückseite einen etwas größeren Abstand haben. Die Halle besitzt einen offenen Umgang, der auf allen Seiten durch ein Vordach geschützt ist. – Die heutige Halle ist nach der Verwüstung 1221 wieder errichtet worden. Im Inneren sind die Pfeiler, die Wände und die Decke ausgemalt, was Ende der Heian-Zeit bis in die Kamakura-Zeit üblich war. Sowohl die zentrale Kultfigur, eine sitzender Amida-Buddha, als auch die Innenausmalung aus der Kamakura-Zeit sind als wichtiges Kulturgut registriert.

- Die Yakushi-Halle (薬師堂; Yakushi-dō; Wichtiges Kulturgut), etwas südlich versetzt neben der Amida-Halle, ist mit Ziegeln gedeckt und soll aus dem Jahr 1456 stammen. Sie wurde vom inzwischen nicht mehr existierenden Tempel Dentō-ji (伝燈寺) 1904 hierher versetzt. Die Hauptkultfigur ist der Yakushi-Buddha, der als wichtiges Kulturgut registriert ist. Bei dessen Herstellung soll Priester Saichō einen selbst geschnitzten kleinen Yaskushi im Inneren eingesetzt haben. So gilt dieser Yakushi als besonders hilfreich bei Geburt und dem Säugen von Babys, was ihm den Namen „Brüste-Yakushi“ (乳薬師, Chichi-Yakushi) verliehen hat. – Vor dem Yakushi sind die zwölf himmlischen Generäle (Wichtiges Kulturgut) aufgestellt. Nach der Überlieferung des Tempels sollen sie von Unkei geschnitzt worden sein. Sie sind mit 64 cm verhältnismäßig klein, besitzen Glasaugen, die ihnen ein grimmiges Aussehen verleihen.